# Kaira dianae
Kaira dianae là một loài nhện trong họ Araneidae.
Loài này thuộc chi Kaira. Kaira dianae được Herbert Walter Levi miêu tả năm 1993.